# 阿羅健一
阿羅 健一（あら けんいち、 1944年〈昭和19年〉 - ）は、日本の文筆家・近現代史研究家。
1980年代までミニコミ誌などの著述の際に畠中秀夫というペンネームも使っていたことが後から分かり、秦郁彦は同一テーマについて本名とペンネームを使って書き分けていたことについて意図を図りかねている｡
「百人斬り訴訟を支援する会」会長を経て、「中国の抗日記念館の不当な写真の撤去を求める国民の会」会長、主権回復を目指す会顧問、「田母神論文と自衛官の名誉を考える会」顧問を務める。

## 略歴
宮城県仙台市出身。宮城県仙台第二高等学校、東北大学文学部卒業。1966年からキングレコードに勤務し、1984年にフリーとなる。

## 主な著述活動
主に『正論』『諸君!』などにおいて論文を発表している。
『正論』1986年（昭和60年）5月号から翌年5月号までの13回の連載をまとめたものが、『聞き書 南京事件 日本人の見た南京虐殺事件』（図書出版社）として出版された。なお2002年（平成14年）に絶版となった前著を一部加筆編集され『「南京事件」日本人48人の証言』（小学館）として再版された。
　本書に関しては、「1937年当時の南京にいた関係者の体験談を集めた第一級の資料である。ジャーナリズムという観点からみて、極めて基本に忠実なアプローチだといえる。虐殺と言われるようなことは本当にあったのか。それらの結論は、本書を読めば自ずと見えてくる」との評価もあれば、「クロを証言する人は避け、シロと主張する人だけをまわって、全体としてシロと結論付ける戦術が丸見え」との評価もある。また、雑誌連載から書籍化、単行本から文庫化がされる際に、自説に都合の悪い証言が削除されているという指摘もある。
上記著作が代表作であるが、先に出された『聞き書 南京事件』では、あとがきで、証言をつなぎ合わせ当時の南京を作り、自ずと南京事件の真相が浮かび上がってくるはずと書き、中立的立場に立つかのように書いているが、後の『「南京事件」日本人48人の証言』では、はっきり虐殺数を少なく、事件を小さく評価する立場に立っている。
両書の特徴・問題点としては以下の通り。
①先立つ『聞き書 南京事件』において、「数千人の生存者がいると思われる兵士の証言を全て集めるのは不可能、一部だけにすると恣意的になるとして、それらをカットすると軍関係者は150人くらいか、報道関係者・外交関係者を入れると500人くらいか」として、さながら一般兵士以外の生存者全員に当たろうとしているかのような書き方をしているが、どのような方法で対象者を探したか、その結果として実際には当時何人の関係者がいたか、うち何人がリストアップでき、さらに何人がそれぞれどのような理由で連絡が取れなかったか等については一切記さず、単に67人と連絡が取れたとしている。このことが、実際には前述の都合の良い人物に順にインタビューしただけではないかとの批判に繋がっている。また、秦郁彦は自身の経験として、概して将校等職業軍人ほど口が固く、報道・外交関係者は現場にいないことが多く、真相を語るのは応召兵が多いとして、軍関係について幹部のみを対象にしたことを批判している。
②全般に、虐殺否定につながる話には追究が甘く、また、あまり否定論に不都合な話が出ないよう質問を選んでいるようにも見える。対して、以前より知られていた虐殺証言等については、同僚など周囲にいた者から否定的な発言を引き出せないかを試みようとするための証言収集であるようにも見える。場合によっては、質問の元となっている虐殺存在の証言について、その信頼性を減じようとしてか、事件事実よりおおもとの発言者の人格批判になりかねない発言をことさら引き出し、取りあげようとしているようにも見える。阿羅本人自らが、証言が他人の誹謗のように読めるならば、証言者は躊躇し黙したのだが、自分が証言を強要したためと述べているほどである。
③証言者の証言として、具体的な何らかの事件のことか、大虐殺自体のことであるのか、はっきりしない、「いわれるような残虐行為はなかった」、何についてかを明確にせず「話は信じていない」といった曖昧な表現がしばしば見られる。
④戦後、石川達三（『生きてゐる兵隊』の作者）は二度ほど読売新聞のインタビューを受け、遅れて南京に入ったため、虐殺自体は見ていないものの、南京事件について聞いたこと、その余燼や町なかに死体がゴロゴロ転がっているのを見たことを証言している。にもかかわらず、このことを知らなかったのか、「大殺戮の痕跡は一片もみておりません。何万の死体の処理はとても二、三週間では終わらないと思います。あの話は私は今も信じてはおりません。」という手紙を石川から生前に受け取ったと、石川の死後に出版した本書で著述、さらに後にはそのハガキ写真（裏面の文面部分のみ）なるものを公開している。
その他、他の本をめぐっての論争についてであるが、南京事件の証言を収集している林伯耀からは、全般に阿羅は自身の意に染まぬ証言に対しては証言をキチンと拾うことよりも揚げ足とりが多いこと、にもかかわらず寧ろ阿羅自身が戦場の実相を知らず誤りが多いこと等が指摘されている。

## 著書
- 『聞き書南京事件』図書出版社、1987年8月。
- 『ジャカルタ夜明け前 : インドネシア独立に賭けた人たち』勁草書房、1994年1月。ISBN 4-326-65154-7。
- 『「南京事件」日本人48人の証言』小学館〈小学館文庫〉、2002年1月。ISBN 4-09-402546-4。
  - 『決定版「南京事件」日本人50人の証言』育鵬社、2022年12月。ISBN 978-4-594-09343-3。
- 『「再検証」南京で本当は何が起こったのか』徳間書店、2007年10月。ISBN 978-4-19-862430-9。
- 『日中戦争はドイツが仕組んだ : 上海戦とドイツ軍事顧問団のナゾ : 秘史発掘』小学館、2008年12月。ISBN 978-4093878142。
- 『秘録・日本国防軍クーデター計画』講談社、2013年8月。ISBN 978-4062184816。
- 『謎解き「南京事件」 : 東京裁判の証言を検証する』PHP研究所、2014年1月。ISBN 978-4569808543。
  - 『決定版 南京事件はなかった : 目覚めよ外務省!』展転社、2022年12月。ISBN 978-4-88656-550-1。
- 『日中戦争は中国の侵略で始まった : 日本人が忘れた上海での過酷な戦い』悟空出版、2016年3月。ISBN 978-4908117220。
- 『史料が語るノモンハン敗戦の真実』勉誠出版、2019年9月。ISBN 978-4-585-22250-7。

## 共著・監修
- 『南京「事件」研究の最前線 : 日本「南京」学会年報. 平成17年・18年合併版』（展転社、2005年）ISBN 4-88656-279-5
- 杉原誠四郎『対談・吉田茂という反省　憲法改正をしても、吉田茂の反省がなければ何も変わらない』自由社、2018年。ISBN 978-4908979101。
- 野田毅『野田日記』展転社、2007年。ISBN 4886563112。（監修）

## 寄稿
- 「架空だった南京大虐殺の証拠　謎の「崇善堂」とその実態」『正論』昭和60年（1985年）10月号
- 「南京事件『従軍日記』のまぼろし」『諸君』平成8年（1996年）7月号
- 「反日プロパガンダに使われる日本の“謝罪金”　村山元首相がばらまいた金の行方」『正論』平成11年（1999年）6月号
- 《「南京事件」今改めて見直すべき日本人48人の証言の「真実」》『SAPIO』平成14年（2002年）2月27日号
- 「『南京戦・元兵士102人の証言』のデタラメさ」『正論』平成14年（2002年）11月号
- 「百人斬り訴訟レポート　名誉回復のその日まで」『正論』平成15年（2003年）12月号
- 「『中国の南京「虐殺」宣伝に風穴を』」日本青年協議会機関誌『祖国と青年』平成15年（2003年）2月号